# Grevillea acerata
Grevillea acerata, ,  es una especie de arbusto  del gran género  Grevillea perteneciente a la familia  Proteaceae. Es originaria de Nueva Gales del Sur en Australia.

## Descripción
Es un arbusto que alcanza un tamaño de 0.6-1.3 m de altura. Las hojas lineales o estrechamente elíptico-a-obovadas, de 1-3 cm de largo, 1.0-1.8 mm de ancho, márgenes enteros y revolutos. Las inflorescencias subumbeladas a subglobosas, de 1-2 cm de largo. Tépalos de torsión con la superficie interna ± lanuda, la superficie exterior  de lana, oxidada en las extremidades y de color gris a crema el envés. Gineceo 9-12 mm de largo, ovario densamente pilosas y sésiles; estilo de pelos blancos. El fruto es un folículo generalmente peludo, sin rayas oscuras o manchas.

## Taxonomía
Grevillea acerata fue descrita por Donald McGillivray y publicado en New Names Grevillea 1. 1986.
Etimología
Grevillea, el nombre del género fue nombrado en honor de Charles Francis Greville, cofundador de la Royal Horticultural Society.
acerata, 
Sinonimia
- Grevillea sphacelata R.Br.[3]